# Belloy
Belloy ist eine französische Gemeinde mit 70 Einwohnern (Stand: 1. Januar 2022) im Département Oise in der Region Hauts-de-France (vor 2016 Picardie). Sie gehört zum Arrondissement Compiègne und zum Kanton Estrées-Saint-Denis.

## Geographie
Belloy liegt etwa 21 Kilometer nordwestlich von Compiègne. Umgeben wird Belloy von den Nachbargemeinden Méry-la-Bataille im Norden und Westen, Lataule im Norden und Osten sowie Neufvy-sur-Aronde im Süden.

## Bevölkerungsentwicklung
| Jahr                       | 1962 | 1968 | 1975 | 1982 | 1990 | 1999 | 2006 | 2018 |
| Einwohner                  | 63   | 49   | 53   | 62   | 64   | 71   | 83   | 89   |
| Quellen: Cassini und INSEE |      |      |      |      |      |      |      |      |

## Sehenswürdigkeiten

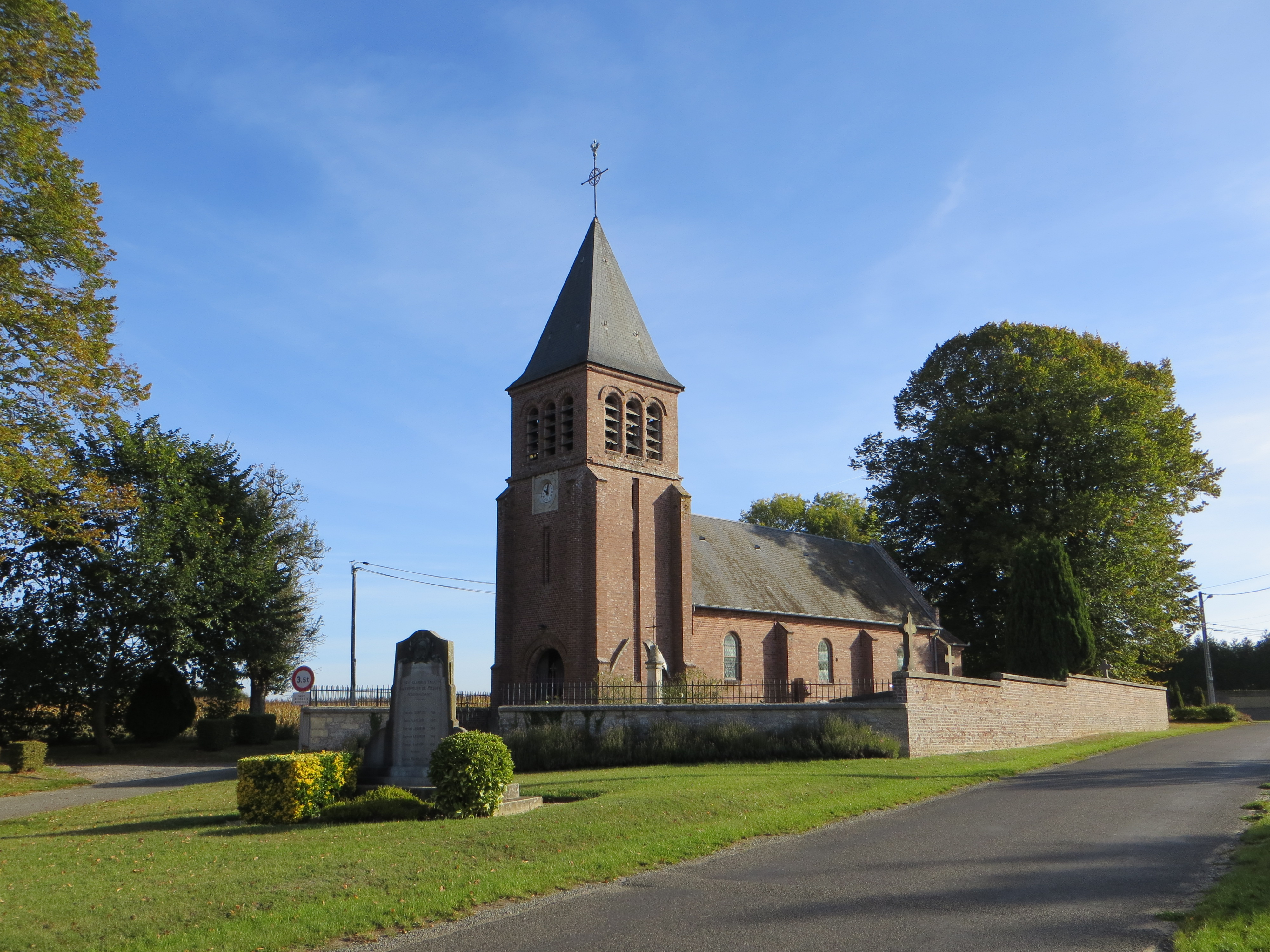
Kirche Saint-Jean

- Kirche Saint-Jean